# Río Sella (Alicante)
El río Sella es un río-rambla de la provincia de Alicante (España) que nace en el término de Sella y desemboca en el río Amadorio, el cual desemboca posteriormente en el mar Mediterráneo.

## Recorrido
El río Sella nace por la confluencia del barranco de Seguró y Tagarina con el Barranco del Arc, cursos que recogen las aguas de la vertiente meridional de la Sierra de Aitana. 
El río llega a la población de Sella, bajo el nombre de Riu de Les Voltes, al que se une por la margen izquierda el barranco del Arc y más abajo, también por la izquierda, los barrancos de Xarquer y el arroyo Salado. Posteriormente pasa por Orcheta, que vierte sus aguas residuales al río, y finalmente confluye con el Amadorio, justo en la cola del embalse del mismo nombre.